# نمایش فضا حالت
الگو:جعبه اطلاعات مفاهیم علمی
نمایش فضای حالت (به انگلیسی: State-space representation)، یکی از روش‌های متداول در مدل‌سازی ریاضی سیستم‌های دینامیکی است که وضعیت سیستم را به‌صورت یک بردار از متغیرهای حالت توصیف می‌کند. این متغیرها وضعیت داخلی سیستم را در هر لحظه از زمان نشان می‌دهند و به کمک آن‌ها می‌توان پاسخ سیستم به ورودی‌های مختلف را پیش‌بینی کرد. این روش پایه‌گذار بسیاری از ابزارهای مدرن در کنترل، شناسایی سیستم، فیلترگذاری و نظریه مشاهده‌پذیری است.

## نمایش کلی فضای حالت
در مهندسی کنترل، مدل فضای حالت یک سیستم معمولاً به‌صورت زیر نمایش داده می‌شود:
{\displaystyle {\dot {\mathbf {x} }}(t)=\mathbf {A} (t)\mathbf {x} (t)+\mathbf {B} (t)\mathbf {u} (t)}
{\displaystyle \mathbf {y} (t)=\mathbf {C} (t)\mathbf {x} (t)+\mathbf {D} (t)\mathbf {u} (t)}
که در آن:
{\displaystyle \mathbf {x} (t)}: بردار حالت با اب﮼

## ساختار کلی مدل فضای حالت
در مدل‌های فضای حالت، معادلات سیستم معمولاً به دو بخش تقسیم می‌شوند:
- معادله حالت که چگونگی تغییر وضعیت سیستم برحسب وضعیت کنونی و ورودی‌ها را بیان می‌کند.
- معادله خروجی که خروجی سیستم را برحسب وضعیت و ورودی‌ها نشان می‌دهد.

این مدل‌ها هم برای سیستم‌های پیوسته در زمان و هم گسسته در زمان کاربرد دارند. همچنین قابلیت نمایش سیستم‌های خطی و غیرخطی را دارا هستند.

## تاریخچه
ایده استفاده از فضای حالت برای توصیف سیستم‌ها در دهه ۱۹۶۰ میلادی به‌طور رسمی در نظریه کنترل مدرن معرفی شد. این روش جایگزینی جامع برای روش‌های کلاسیکی نظیر تبدیل لاپلاس و نمودارهای بلوکی شد، به‌ویژه در سیستم‌های چندورودی-چندخروجی که نمایش تابع انتقال کارایی لازم را نداشت.

## مزایا
- امکان مدل‌سازی سیستم‌های چندورودی-چندخروجی (MIMO)
- قابلیت تحلیل شرایط اولیه غیرصفر
- مناسب برای طراحی ناظر (Observer) و کنترل‌گر بهینه (Optimal controller)
- امکان تعمیم به سیستم‌های غیرخطی
- قابلیت استفاده در ترکیب با ابزارهایی مانند فیلتر کالمن برای تخمین حالت

## کاربردها
مدل فضای حالت در حوزه‌های مختلفی از جمله موارد زیر کاربرد دارد:
- مهندسی برق: تحلیل مدارهای RLC، طراحی کنترل‌کننده‌های بازخوردی
- مهندسی مکانیک: مدل‌سازی سیستم‌های دینامیکی نظیر ربات‌ها و سازه‌ها
- اقتصاد و اقتصادسنجی: تحلیل روندهای اقتصادی پنهان، تخمین متغیرهای غیرقابل مشاهده
- علوم اعصاب: مدل‌سازی فعالیت نورونی
- رباتیک و هوش مصنوعی: مسیر‌یابی، کنترل حرکتی، پیش‌بینی حالت‌های بعدی

## فیلتر کالمن
یکی از ابزارهای پرکاربرد همراه با مدل‌های فضای حالت، فیلتر کالمن (Kalman Filter) است. این فیلتر یک الگوریتم بازگشتی برای تخمین دقیق متغیرهای پنهان سیستم است که در حضور نویز اندازه‌گیری و نویز فرآیند به‌کار می‌رود. فیلتر کالمن در سیستم‌های ناوبری، پیش‌بینی اقتصادی، و تحلیل سیگنال بسیار مؤثر است.

## انواع مدل‌های فضای حالت
مدل فضای حالت می‌تواند بسته به زمان‌پذیر یا زمان‌ناپذیر بودن سیستم و همچنین پیوسته یا گسسته بودن زمان، شکل‌های مختلفی داشته باشد:
| نوع سیستم            | معادله حالت                          | معادله خروجی                   |
| -------------------- | ------------------------------------ | ------------------------------ |
| پیوسته و زمان‌ناپذیر  | \(\dot{x}(t) = Ax(t) + Bu(t)\)       | \(y(t) = Cx(t) + Du(t)\)       |
| پیوسته و زمان‌پذیر    | \(\dot{x}(t) = A(t)x(t) + B(t)u(t)\) | \(y(t) = C(t)x(t) + D(t)u(t)\) |
| گسسته و زمان‌ناپذیر   | \(x[k+1] = Ax[k] + Bu[k]\)           | \(y[k] = Cx[k] + Du[k]\)       |
| گسسته و زمان‌پذیر     | \(x[k+1] = A(k)x[k] + B(k)u[k]\)     | \(y[k] = C(k)x[k] + D(k)u[k]\) |
| حوزه لاپلاس (پیوسته) | \(sX(s) - x(0) = AX(s) + BU(s)\)     | \(Y(s) = CX(s) + DU(s)\)       |
| حوزه Z (گسسته)       | \(zX(z) - zx(0) = AX(z) + BU(z)\)    | \(Y(z) = CX(z) + DU(z)\)       |

### مثال: حالت سیستم LTI پیوسته (Continuous-time LTI case)
ویژگی‌های پایداری و پاسخ طبیعی یک سیستم LTI پیوسته (یعنی سیستمی خطی با ماتریس‌هایی که نسبت به زمان ثابت هستند) را می‌توان با استفاده از مقادیر ویژه (Eigenvalues) ماتریس 𝐀 مطالعه کرد. پایداری یک مدل فضای حالتِ زمان‌ناوردا (تغییرناپذیر با زمان) را می‌توان با مشاهده تابع تبدیل سیستم در فرم فاکتورگیری‌شده بررسی کرد. این تابع به‌صورت زیر خواهد بود:
{\displaystyle \mathbf {G} (s)=k{\frac {(s-z_{1})(s-z_{2})(s-z_{3})}{(s-p_{1})(s-p_{2})(s-p_{3})(s-p_{4})}}.}
در اینجا:
{\displaystyle s} متغیر لاپلاس است،
{\displaystyle z_{i}}‌ها صفرهای سیستم (zeros) هستند،
{\displaystyle p_{i}}‌ها قطب‌های سیستم (poles) هستند،
{\displaystyle k} یک ضریب بهره (gain) است.
مخرج تابع تبدیل برابر است با چندجمله‌ای مشخصه (characteristic polynomial) که از طریق گرفتن دترمینان عبارت زیر به‌دست می‌آید:
{\displaystyle \lambda (s)=\left|s\mathbf {I} -\mathbf {A} \right|.}
ریشه‌های این چندجمله‌ای (یعنی مقادیر ویژه یا همان eigenvalues)، همان قطب‌های تابع تبدیل سیستم هستند (یعنی نقاط تکین یا singularities که در آن‌ها اندازه تابع تبدیل بی‌نهایت می‌شود). این قطب‌ها می‌توانند برای تحلیل پایداری سیستم به کار روند و بررسی کنند که آیا سیستم پایدار مجانبی (asymptotically stable) یا پایدار مرزی (marginally stable) است.
رویکرد جایگزین برای تعیین پایداری (بدون نیاز به محاسبه مقادیر ویژه)، تحلیل پایداری به روش لیاپانوف (Lyapunov stability) است.
صفرهای موجود در صورت {\displaystyle \mathbf {G} (s)} نیز می‌توانند برای تعیین اینکه آیا سیستم minimum phase است یا خیر استفاده شوند.
حتی اگر سیستم از لحاظ داخلی پایدار نباشد، ممکن است همچنان از دیدگاه پایداری ورودی–خروجی (input–output stability) پایدار باشد (برای اطلاعات بیشتر، به پایداری BIBO مراجعه شود). این حالت ممکن است زمانی رخ دهد که قطب‌های ناپایدار توسط صفرها حذف (cancel) شده باشند؛ یعنی اگر این تکینگی‌ها (singularities) در تابع تبدیل قابل حذف (removable) باشند.

### قابلیت کنترل (Controllability)
مقاله اصلی: Controllability

شرط قابلیت کنترل حالت (state controllability) بیان می‌کند که امکان آن وجود دارد — توسط ورودی‌های مجاز — تا حالت‌ها از هر مقدار اولیه به هر مقدار نهایی در یک بازه زمانی محدود هدایت شوند.
یک مدل فضای حالت خطی و زمان‌ناوردا، قابل کنترل (controllable) است اگر و تنها اگر:
{\displaystyle \operatorname {rank} {\begin{bmatrix}\mathbf {B} &\mathbf {A} \mathbf {B} &\mathbf {A} ^{2}\mathbf {B} &\cdots &\mathbf {A} ^{n-1}\mathbf {B} \end{bmatrix}}=n,}
که در آن:
rank تعداد سطرهای خطی مستقل یک ماتریس است.
{\displaystyle n} تعداد متغیرهای حالت در سیستم است.
{\displaystyle \mathbf {A} } و {\displaystyle \mathbf {B} } ماتریس‌های فضای حالت هستند.

### مشاهده‌پذیری (Observability)
مقاله اصلی: Observability

مشاهده‌پذیری معیاری است برای تعیین اینکه چگونه می‌توان حالت‌های داخلی یک سیستم را با استفاده از دانسته‌های خروجی‌های خارجی آن استنباط کرد.
مشاهده‌پذیری و کنترل‌پذیری یک سیستم، خاصیت‌هایی ریاضیاتی هستند (به‌عنوان مثال، کنترل‌پذیری تضمین می‌کند که یک ورودی موجود است که هر حالت اولیه را به هر حالت نهایی دلخواه منتقل می‌کند؛ مشاهده‌پذیری تضمین می‌کند که با دانستن خروجی سیستم، اطلاعات کافی برای پیش‌بینی حالت اولیه وجود دارد).
یک مدل فضای حالت خطی-زمان‌ناوردا (LTI) پیوسته تنها در صورتی مشاهده‌پذیر است که اگر و تنها اگر:
{\displaystyle \operatorname {rank} {\begin{bmatrix}\mathbf {C} \\\mathbf {C} \mathbf {A} \\\vdots \\\mathbf {C} \mathbf {A} ^{n-1}\end{bmatrix}}=n.}

### تابع تبدیل (Transfer function)
مقاله اصلی: Transfer function

تابع تبدیلِ یک مدل فضای حالت خطی-زمان‌ناوردا (LTI) پیوسته، به روش زیر قابل استخراج است:
ابتدا تبدیل لاپلاس معادله:
{\displaystyle {\dot {\mathbf {x} }}(t)=\mathbf {A} \mathbf {x} (t)+\mathbf {B} \mathbf {u} (t)}
را گرفته و داریم:
{\displaystyle s\mathbf {X} (s)-\mathbf {x} (0)=\mathbf {A} \mathbf {X} (s)+\mathbf {B} \mathbf {U} (s).}
ساده‌سازی برای {\displaystyle \mathbf {X} (s)} به‌صورت:
{\displaystyle (s\mathbf {I} -\mathbf {A} )\mathbf {X} (s)=\mathbf {x} (0)+\mathbf {B} \mathbf {U} (s)}
که منجر می‌شود به:
{\displaystyle \mathbf {X} (s)=(s\mathbf {I} -\mathbf {A} )^{-1}\mathbf {x} (0)+(s\mathbf {I} -\mathbf {A} )^{-1}\mathbf {B} \mathbf {U} (s).}
جای‌گذاری در معادله خروجی:
{\displaystyle \mathbf {Y} (s)=\mathbf {C} \mathbf {X} (s)+\mathbf {D} \mathbf {U} (s),}
می‌دهد:
{\displaystyle \mathbf {Y} (s)=\mathbf {C} ((s\mathbf {I} -\mathbf {A} )^{-1}\mathbf {x} (0)+(s\mathbf {I} -\mathbf {A} )^{-1}\mathbf {B} \mathbf {U} (s))+\mathbf {D} \mathbf {U} (s).}
با فرض شرایط اولیه صفر یعنی {\displaystyle \mathbf {x} (0)=\mathbf {0} } و یک سیستم ورودی‌-تک، خروجی‌-تک (SISO)، تابع تبدیل به‌صورت نسبت خروجی به ورودی تعریف می‌شود:
{\displaystyle \mathbf {G} (s)=\mathbf {Y} (s)/\mathbf {U} (s),}
برای سیستم‌های چند ورودی، چند خروجی (MIMO), این نسبت تعریف‌پذیر نیست. بنابراین، در شرایط اولیه صفر، ماتریس تابع تبدیل از رابطه زیر به‌دست می‌آید:
{\displaystyle \mathbf {Y} (s)=\mathbf {G} (s)\mathbf {U} (s)}
و با استفاده از تساوی ضرایب، خواهیم داشت:
{\displaystyle \mathbf {G} (s)=\mathbf {C} (s\mathbf {I} -\mathbf {A} )^{-1}\mathbf {B} +\mathbf {D} .}
در نتیجه، {\displaystyle \mathbf {G} (s)} ماتریسی است با ابعاد {\displaystyle q\times p} که شامل توابع تبدیل برای هر ترکیب ورودی-خروجی است. به‌دلیل سادگی این نمایش ماتریسی، نمایش فضای حالت برای سیستم‌های چند ورودی، چند خروجی متداول است. ماتریس سیستم روزن‌بروک (Rosenbrock system matrix) پلی میان نمایش فضای حالت و تابع تبدیل آن ایجاد می‌کند.

### تبدیل‌های متعارف (Canonical realizations)
مقاله اصلی: تحقق (سیستم‌ها)

هر تابع تبدیل که به‌صورت کاملاً مناسب (strictly proper) تعریف شده باشد، می‌تواند با استفاده از روش زیر به فضای حالت منتقل شود (این مثال برای یک سیستم با چهار بُعد، ورودی‌-تک، خروجی‌-تک است):
با داشتن یک تابع تبدیل، ابتدا آن را به‌گونه‌ای گسترش می‌دهیم که تمامی ضرایب در صورت و مخرج آن آشکار شوند. این منجر به فرم زیر خواهد شد:
{\displaystyle \mathbf {G} (s)={\frac {n_{1}s^{3}+n_{2}s^{2}+n_{3}s+n_{4}}{s^{4}+d_{1}s^{3}+d_{2}s^{2}+d_{3}s+d_{4}}}.}
ضرایب را اکنون می‌توان مستقیماً در مدل فضای حالت به شکل زیر وارد کرد:
{\displaystyle {\dot {\mathbf {x} }}(t)={\begin{bmatrix}0&1&0&0\\0&0&1&0\\0&0&0&1\\-d_{4}&-d_{3}&-d_{2}&-d_{1}\end{bmatrix}}\mathbf {x} (t)+{\begin{bmatrix}0\\0\\0\\1\end{bmatrix}}\mathbf {u} (t)}
{\displaystyle \mathbf {y} (t)={\begin{bmatrix}n_{4}&n_{3}&n_{2}&n_{1}\end{bmatrix}}\mathbf {x} (t).}
این تحقق فضای حالت، فرم متعارف کنترل‌پذیر (controllable canonical form) نام دارد، چرا که مدل حاصل، تضمین می‌کند سیستم قابل کنترل است (یعنی، چون ورودی در زنجیره‌ای از انتگرال‌گیرها وارد می‌شود، توانایی اثرگذاری بر همه حالت‌ها را دارد).
ضرایب تابع تبدیل همچنین می‌توانند برای ساخت نوع دیگری از فرم متعارف مورد استفاده قرار گیرند:
{\displaystyle {\dot {\mathbf {x} }}(t)={\begin{bmatrix}0&0&0&-d_{4}\\1&0&0&-d_{3}\\0&1&0&-d_{2}\\0&0&1&-d_{1}\end{bmatrix}}\mathbf {x} (t)+{\begin{bmatrix}n_{4}\\n_{3}\\n_{2}\\n_{1}\end{bmatrix}}\mathbf {u} (t)}{\displaystyle \mathbf {y} (t)={\begin{bmatrix}0&0&0&1\end{bmatrix}}\mathbf {x} (t).}
این تحقق فضای حالت، فرم متعارف مشاهده‌پذیر (observable canonical form) نامیده می‌شود، زیرا مدل حاصل مشاهده‌پذیری را تضمین می‌کند (یعنی، از آن‌جایی که خروجی از یک زنجیره از انتگرال‌گیرها خارج می‌شود، هر حالت بر خروجی تأثیرگذار است).

## پیوندها
- تابع انتقال
- مهندسی کنترل
- فیلتر کالمن
- فضای برداری
- سامانه دینامیکی
- کنترل بازخوردی
- ماتریس
- معادله دیفرانسیل